# Таї (халіф)
Абу Бакр Абд аль-Карім ат-Таї бі-лла (932 — 3 серпня 1003) — аббасидський халіф у проміжку між 974 та 991 роками.

## Життєпис
Ат-Таї не мав політичної влади, а залишався тільки релігійною постаттю. У Багдаді тоді правили Буїди. За роки його перебування на посаді халіфа, халіфат дедалі більше втрачав могутність. У Сирії тривала боротьба між Фатімідами, Газневідами та карматами. Серед Буїдів теж не було єдності, вони розпалися на окремі групи, що вели боротьбу між собою.
Візантійський василевс Іоанн I Цимісхій 975 року провів успішну кампанію проти халіфату. 991 року Буїди змусили Ат-Таї зректися.